# Янг, Лайсанг
Лили Янг Лайсанг (англ. Lily Young, кит. трад. 楊麗笙, упр. 杨丽笙, пиньинь Yáng Lìshēng, палл. Ян Лишэн, род.1952) — американский математик гонконгского происхождения, лауреат международных премий.
Член Американской академии искусств и наук (2004), Национальной академии наук США (2020). Нётеровский чтец (2005).

## Биография
Родилась в 1952 году в Гонконге, впоследствии переехала в США. В 1973 году получила степень бакалавра в Висконсинском университету в Мадисоне, в 1976 году — степень магистра в Калифорнийском университете в Беркли, там же в 1978 году получила степень Ph.D. под руководством Руфуса Боуэна.
В 2018 году была пленарным докладчиком Международного конгресса математиков.

## Награды
- Премия Рут Саттер[англ.] Американского математического общества (1993)